# Compresseur centrifuge
Ne doit pas être confondu avec Ventilateur centrifuge, Pompe centrifuge, Turbine ou Turbocompresseur.

Vue écorchée d'un compresseur centrifuge

Le compresseur centrifuge, ou compresseur radial, est un type de turbomachine qui comprime des gaz. La compression, dynamique, est réalisée par accélération centrifuge d'un flux de fluide, puis transformation de l'énergie cinétique en pression. Ces compresseurs sont utilisés comme machine complète et autonome pour produire de l'air comprimé ou comprimer du gaz naturel; et comme éléments de compression dans les turbines à gaz, turboréacteurs, turbocompresseurs, ou les systèmes frigorifiques. 
Un étage de compression est composé d'un impulseur (le rotor), d'un diffuseur et d'une volute. Le fluide à comprimer est aspiré dans l'axe de l'impulseur puis propulsé radialement par la force centrifuge, liée à une très grande vitesse de rotation, vers le diffuseur et la volute. 
Ce type de compresseur dynamique est employé pour produire de gros débits de fluide avec un bon rendement spécifique.  Les taux de compression en mono-étagé (jusqu'à 10:1) sont les plus élevés des compresseurs dynamiques mais restent toutefois inférieurs aux taux de compression des compresseurs volumétriques (alternatifs ou à vis) 
Le rotor d'un compresseur centrifuge est très ressemblant à ceux utilisés dans d'autres turbomachines, amenant une confusion courante avec les pompes centrifuges (qui élèvent la pression d'un liquide), ou les ventilateurs centrifuges (qui fournissent un débit sans comprimer le fluide). Toutes ces turbomachines ont une circulation radiale du fluide. 

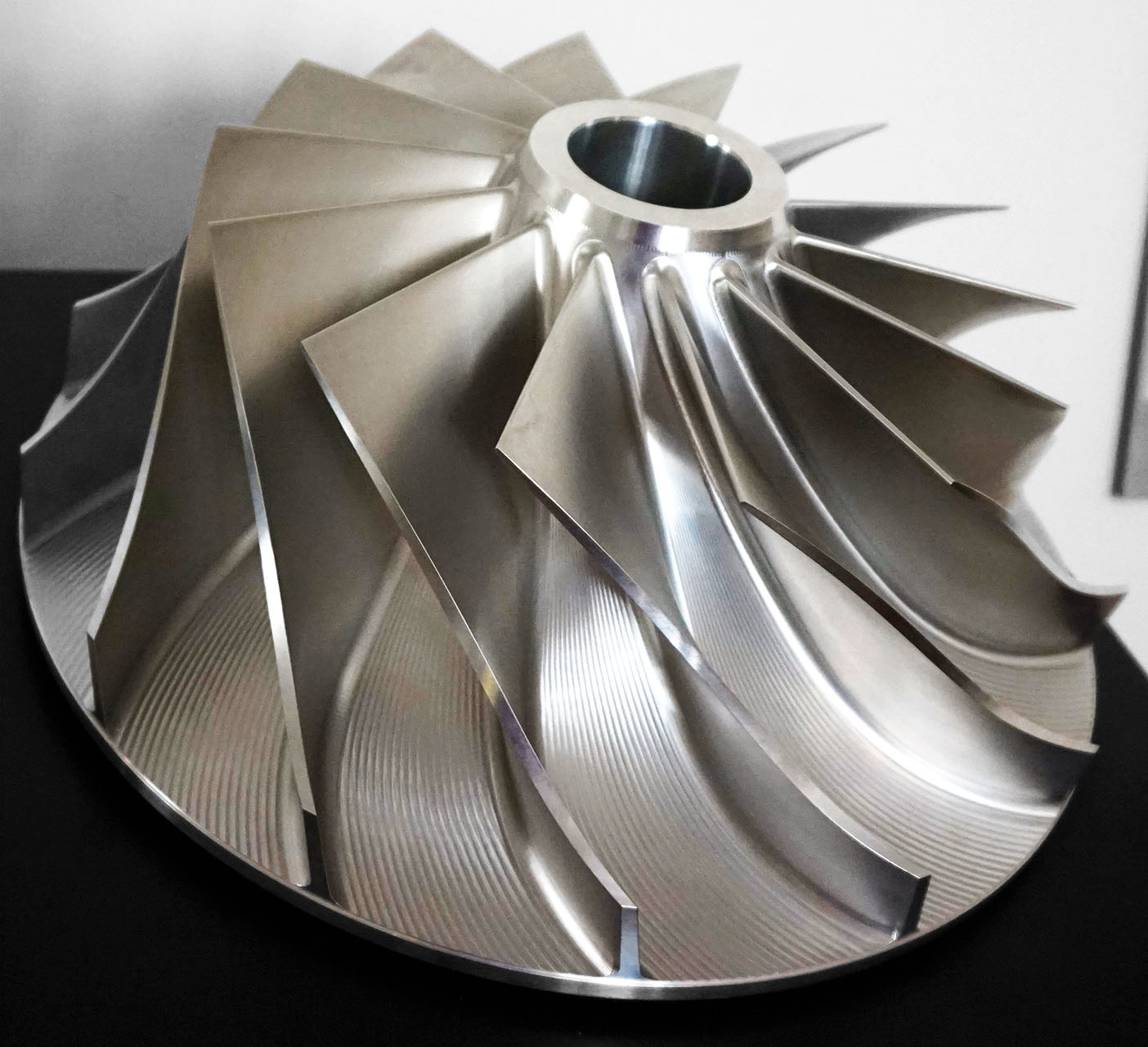
Impulseur (rotor) de compresseur centrifuge

## Description
Ce qui distinguait ces premières turbomachines des compresseurs était que le fluide de travail pouvait être considéré comme incompressible, ce qui permettait de recourir au principe de Bernoulli pour modéliser l'écoulement des fluides sans grande erreur. Les turbomachines fonctionnent à plus grande vitesse et les modèles doivent tenir compte des fluides compressibles.
De façon plus formelle, les compresseurs centrifuges offrent une augmentation de la densité du fluide de travail supérieure à 5 %. Également, les fluides qui les traversent voient leur vitesse augmenter au-delà de Mach 0,3 quand c'est de l'air ou du diazote. En comparaison, les ventilateurs ou les soufflantes ne parviennent pas à atteindre une augmentation de densité de 5 % et la vitesse de pointe relative du fluide se situe en dessous de Mach 0,3-0,5.
De façon idéalisée, le compresseur dynamique obtient une augmentation de pression en ajoutant de l'énergie cinétique ou de la vitesse à un jet continu de fluide grâce à un rotor ou à un étage de compression. L'énergie cinétique acquise est alors transformée en une augmentation de la pression statique en freinant le flux à travers un diffuseur.

## Avantages et inconvénients

Illustration d'un turboréacteur utilisant un compresseur centrifuge.

Au début du XXIe siècle, les compresseurs centrifuges sont principalement utilisés en industrie car ils ont peu de pièces mobiles en friction, ont une efficacité énergétique relativement élevée et déplacent un flux de gaz plus élevé que les compresseurs volumétriques de taille semblables.
Leur principal inconvénient est qu'ils ne peuvent atteindre un taux de compression aussi élevé que celui d'un compresseur alternatif, capable d'atteindre, en multi-étages, une pression de 100 MPa (1 000 bars).
Les compresseurs centrifuges sont souvent utilisés dans les moteurs à petite turbine à gaz tels que les unités auxiliaires de puissance ou les moteurs de petits avions. Une des raisons est qu'avec la technologie courante du début du XXIe siècle, le flux équivalent obtenu du compresseur axial est moins élevé, notamment à cause des pertes sur le bout de pales, lesquelles sont dues à la position du rotor et du stator. Au début du XXIe siècle, il existe peu de compresseurs axiaux à étage unique capable de produire un taux de compression supérieur à 10:1. Ils doivent en effet subir des contraintes mécaniques élevées, ce qui diminue sévèrement leur niveau de sécurité, leur durabilité et leur espérance de vie.
Pour les turbines à gaz des avions, les compresseurs centrifuges offrent l'avantage de la simplicité de fabrication et sont d'un coût relativement bas. Ils résultent en partie du nombre peu élevé d'étages nécessaires pour atteindre la même augmentation de pression. La réduction du rayon, sur une courte distance axiale, à l'intérieur de la turbine permet d'obtenir une grande augmentation de l'énergie du fluide.

## Applications
Le compresseur centrifuge est utilisé :

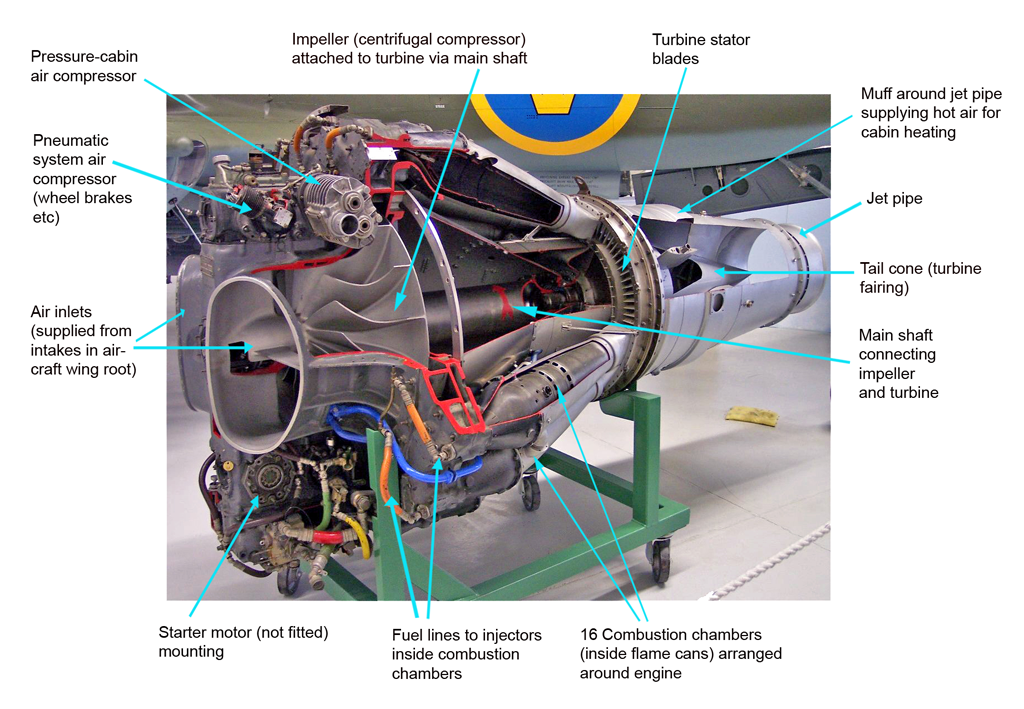
Photographie de la coupe d'un turboréacteur Goblin (fabriqué par de Havilland au lendemain de la Seconde Guerre mondiale) montrant un compresseur centrifuge.

- dans les stations de compression reliées aux gazoducs (pour déplacer le gaz naturel du gisement au consommateur) ;
- pour le stockage souterrain du gaz naturel ou du dioxyde de carbone,
- dans les raffineries de pétrole et sur les sites de traitement de gaz naturel, pétrochimiques et chimiques ;
- sur les sites de séparation de l'air (pour fabriquer des produits gaziers) ;
- dans les appareils de réfrigération ou de climatisation ;
- dans les appareils fournissant de l'air comprimé ;
- dans les turbines à gaz et les unités auxiliaires de puissance ;
- dans les systèmes de pressurisation à bord des aéronefs (dans le but de maintenir une pression sécuritaire et confortable aux personnes) ;
- dans les turbocompresseurs et les turbochargeurs (en) (qui servent à augmenter la puissance des moteurs à essence ou Diesel) ;
- sur les sites d'exploitation des champs pétrolifères, pour injecter des gaz dans le sous-sol dans le but d'augmenter le taux d'extraction, ou pour faciliter la remontée du pétrole par injection dans le puits (extraction par injection de gaz).

## Contraintes de fonctionnement
Les compresseurs centrifuges ont différentes contraintes de fonctionnement.
- Vitesse minimale de fonctionnement : en dessous d'une certaine vitesse, le compresseur ne peut effectuer son rôle correctement et doit être arrêté ou mis en attente.
- Vitesse maximale tolérée : Au-delà de cette limite, le stress mécanique peut dépasser les limites sécuritaires et les vibrations du rotor peuvent s'élever rapidement. À ce moment, l'équipement devient dangereux et la vitesse doit être réduite pour prévenir des accidents.
- Stonewall ou étouffement :
  - Dans les équipements où les fluides circulent à haute vitesse, lorsque le flux augmente, la vitesse du fluide peut s'approcher de sa vitesse du son. Dans la plupart des cas, cette condition n'affecte pas le compresseur.
  - Dans les équipements à basse vitesse, les pertes augmentent au fur et à mesure que le système se rapproche de cette valeur et le taux de compression se rapproche de 1:1.
- Pointe (ou pompage, surge en anglais): le compresseur ne peut ajouter suffisamment d'énergie au fluide pour dépasser la résistance du système[3]. Cet état se caractérise par un changement de direction du flux (la pointe). En conséquence, des vibrations de hautes fréquences, une élévation de température et un rapide changement de poussée axiale peuvent survenir. Ces effets peuvent abîmer les joints d'étanchéité et les roulements mécaniques du rotor, le moteur d'entraînement (driver) du compresseur et le cycle d'opération. La plupart des turbomachines sont conçues pour soutenir des pointes ponctuelles. Cependant, si elles surviennent régulièrement sur de longues périodes ou que l'appareil est mal conçu, des pointes répétitives peuvent mener à une destruction catastrophique.